# Zalár József
Zalár József, családi nevén Hízli József (Gyöngyös, 1825. augusztus 28. – Eger, 1914. június 19.) költő, a Petőfi Társaság tagja, Heves megye jegyzője, majd főjegyzője, végül alispánja.

## Pályája
A gimnáziumot Gyöngyösön, a bölcseletet és a teológiát Egerben végezte, majd 1844-től jogot hallgatott, az ügyvédi pályára készült. 1848-ban a hevesi önkéntes zászlóaljjal a rácok elleni hadjáratban vett részt, onnan betegen tért haza, de 1849 februárjában már Debrecenben volt, hogy ismét zászlóalja alá álljon. Innen azonban tábori történetírónak küldetett Damjanich János hadtestéhez. A szabadságharc után előbb Gömörben, ahol Tompa Mihállyal és Szász Károllyal ismerkedett meg. Ezután Gyöngyöshalászon nevelősködött, innen Gyöngyösre bejárva gyakran volt alkalma összejönni Vachott Sándorral, aki ekkor Nagyrédén lakott és a bujdosó Sárosy Gyulával, aki Sorsich Albert álnév alatt Gyöngyösön tanítóskodott és akik vele még Debrecenben barátságot kötöttek. Később Pestre ment, egy évi nevelősködés után tanár lett egy magánintézetnél, közben a lapoknak, különösen a Szelestey László által szerkesztett Szépirodalmi Közlönynek munkatársa volt. 1861-ben Heves megye jegyzőjévé választotta, s reá bízta a megyei emlékirat elkészítését, mely műveért tiszteleti főjegyzővé nevezték ki, de később a megyei tisztikarral együtt ő is leköszönt. 1867-ig tanulmányainak élve, Kenderesen lakott. Ekkor ismét elfoglalta, előbbi tisztét a megyénél, mely őt 1869-ben valóságos főjegyzőjévé választotta, az 1880-as évektől 1897-ig pedig a vármegye alispánja volt.
Első verse 1846-ban jelent meg, különböző álnevek alatt (pl. Hunfi, Halmai, Fenyér) sokat dolgozott a fővárosi szépirodalmi folyóiratokba. Megyéje büszke volt rá, az egriek 1886. január 18-án aranytollal tisztelték meg. Néhány balladája ihletett költő alkotása (Zizim, Hunyadi László, Bánk bán). Írt széptani, kritikai és politikai cikkeket is, beszédei külön kiadásban is megjelentek.

## Munkái
- Szabadságdalok. Pest, 1849. (Kossuth-párti versgyűjtemény.)
- Zalár költeményei. Pest, 1855. (A költő családi neve Hizli József volt, utóbb hivatalosan is fölvette a Zalár József nevet.)
- Borúra derű. Pest, 1860. (Versek a magyar alkotmány ideiglenes visszaállításának örömére.)
- Szilágyi haragja. Eger, 1867. (Elbeszélő költemény tizenkét énekben. Tárgya Mátyás király viszálykodása nagybátyjával, Szilágyi Mihállyal.)
- Visszapillantás az egri kaszinó ötvenéves multjára. Eger, 1883.
- A honvédvilágból. Budapest, 1898. (A negyvennyolcas idők dicsőítése versekben. A költő eszményképe Damjanich János tábornok.)
- Zalár József költeményei. Három kötet. Budapest, 1902. (Félszázadot jóval meghaladó költői pályájának gyüjteményes képe.)
- Emlékek és emlékezések. Budapest, 1909. (Utolsó verseskötete.)